# Полоса испускания
Полоса испускания - это  доля полного излучения абсолютно черного тела, имеющая определённый интервал длин волн. Для конкретной температуры, Т и спектрального интервала от 0 до λ, это отношение полной силы испускания абсолютно черного тела от 0 до λ к полной испускательной силе по всему спектру.
{\displaystyle F_{0,\lambda }={\frac {\int _{0}^{\lambda }E_{\lambda ,b}d\lambda }{\int _{0}^{\infty }E_{\lambda ,b}d\lambda }}={\frac {\int _{0}^{\lambda }E_{\lambda ,b}d\lambda }{\sigma T^{4}}}=\int _{0}^{\lambda T}{\frac {E_{\lambda ,b}}{\sigma T^{5}}}d(\lambda T)=f(\lambda T)}